# Három madár
Három madár (eredeti cím: Three Bird, 2000) Joanna Laurens darabja. A drámát 2003-ban mutatta be a nyíregyházi Móricz Zsigmond Színház a Krúdy Kamaraszínpadon. Az előadás számos szakmai elismerést szerzett a szinháznak és az előadást beválogatták a 2004-es Pécsi Országos Színházi Találkozóra.

## Cselekmény
A Három madár forrása Szophoklész Tereus című darabja- pontosabban az abból fennmaradt 57 sor. A teljes alaptörténet Ovidius Átváltozások című művében olvasható Procne és Philomela címmel. Az Átváltozásokban leírt történet jó alapot nyújt egy drámai feldolgozáshoz, kerekségével ritkaságnak számít a mitológiai történet között, mert különösebb háttérismeret nélkül is értelmezhető.
Az antik horrormese története: Tereus, Trákia királya katonai segítséget nyújt egy háborúban barátjának Pandionnak, az athéni királynak, ennek köszönhetően az győztesen kerül ki a harcokból. Hálából nagylelkűen Tereusnak ajándékozza idősebb lányát Procnét, miközben Tereus Pandion kisebbik lányát, Philomelát szereti. De ezt az érzést elhallgatja Pandion előtt, inkább elfojtja szerelmét, vágyakozását, nem ad hangot csalódottságának. Ez a hallgatás lesz a tragédia elindítója. Procnéval hazautazik Trákiába, boldogtalan nászukból megszületik fiuk, Itys. Az elhanyagolt feleségként élő Procne idegennek érzi magát Trákiában, visszavágyik családjához, őrülten hiányzik neki húga. Öt évvel az
elszakadásuk után megkéri Tereust, hozza el neki Philomelát Athénból. Tereus Trákiába utazik, hogy teljesítse felesége kérését, Philomelával közösen ráveszik Pandiont, hogy engedje el a lányt Trákiába. Utazás közben Tereus megerőszakolja Philomelát, és kiharapja
a nyelvét, hogy senkinek ne mesélhesse el mi történt vele. Aulis városában bebörtönzi, rendszeresen látogatja, miközben Procnénak azt hazudja, húgát a farkasok ették meg útközben. Philomela eközben lepedőbe szövi igaz történetét, az elkészült szövetet elküldi Procnénak, aki ezt elolvasva megtalálja és kiszabadítja testvérét. A két nővér szörnyű bosszút esküszik: Ityst anyja meggyilkolja és felszolgálja vacsorára Tereusnak. A valós cselekmény akkor ér véget, mikor Tereus rájön mit tett Procne, a többit már csak az odaérkező Pandion meséli el: a Trákia felé vezető úton három madarat látott a hold fele szállni: „egy kérdezősködő búbos bankát és egy gyászoló fülemülét és egy verebet.” A három bűnbeesett, Procne, Philomela, és Tereus változtak madárrá. A nővérek bosszúja elérte célját: Tereus birodalmának vége „háza fénye kihunyt és varjak pusmognak a pincémben”.
Mindezek után Pandion mossa kezeit.

## Érdekességek
A darab első, angol előadását a 2001-es Kortárs Drámafesztiválra szerették volna meghívni a fesztivál szervezői, de ez nem valósulhatott meg. Ezek után került egy angol ügynökségen keresztül az előadás szövege Magyarországra. Eredetileg a Vígszínház tervezte az ősbemutatóját, de elálltak a szándékuktól- így került a darab 2003-ban a nyíregyházi társulathoz.
A következő idézet a darab színlapján szerepel, és jól kifejezi a szerzői hangvételt.
„Procne Philomela testvér.
Procne hozzámegy Tereus.
Elhajóz.
Trákia.
Itys szülés.
Procne magány.
Procne kér Tereus Philomela.
Tereus elhajó Pandion.
Pandion egyetértés.
Tereus Philomela elhajóz.
Tereus megerőszakol Philomela.
Tereus kivág Philomela nyelv.
Tereus börtön Philomela Aulis.
Philomela sző.
Philomela elküld Procne.
Procne olvas.
Procne kiszabadít.
Procne Philomela vissza Trákia.
Procne Philomela bosszú Tereus.”